# 劇団四季
劇団四季（げきだんしき）は、四季株式会社が制作企画・興行運営を行う、日本の商業演劇を代表する劇団である。初期はアート志向であり、シェイクスピア、チェーホフなど既存商業演劇（新派、コマ劇場、新橋演舞場など）よりは、新劇団体（俳優座、文学座など）に近い演目を持っていたが、1972年ごろからブロードウェイやディズニー映画などの商業演劇に転向した。年間3,500公演（1日9 - 10公演）を行うともいわれている。

## 概要
800名以上の俳優、経営400人、技術400人のスタッフにより、東京5か所・大阪1か所・名古屋1か所に設置した専用劇場を中心に年間3,000ステージ超を上演（興行）する。年間観客動員数はリピーターを含めて約3000万人。1970年代以降、海外ミュージカル作品のロングラン上演を通じて日本にミュージカルを定着させるのに大きな役割を果たした。
海外ミュージカルの輸入によらない、浅利慶太がプロデュースを手がけて制作する「劇団四季オリジナルミュージカル」や「劇団四季ファミリーミュージカル」も人気がある。また、自由劇場開業後は従前のストレートプレイの上演も増加している。

### 概歴
1953年（昭和28年）7月14日に浅利慶太・日下武史らを中心として10人で結成した学生演劇集団であった。劇団演出は浅利慶太であった。
第一作は1954年（昭和29年）公演の『アンチゴーネ』。
最初からミュージカル劇団を志向していたわけではなく、設立からかなり長い期間の間はストレートプレイ専門の劇団だった。これは、当時新劇界を席巻していたイデオロギー優先で演劇的な面白さを欠いた潮流に懸念を抱いた創立者たちが、演劇そのものの面白さを追求する劇団として創設したこととも関連している。おもにジャン・ジロドゥやジャン・アヌイらフランス文学作家の書いた戯曲を演じていた。
創立当初は、芸術性を優先して日本人による創作劇を連続上演し経営危機に陥るなど不安定な状態で、劇団維持のため団員が副業として外画の吹き替えへ出演するなど声優活動を行っていた。吹き替え草創期の1956年（昭和31年）に日本テレビにて放映された海外ドラマ『ジャングル・ジム』では、スポンサーの東京田辺製薬社長が親戚だった浅利に相談したことから翻訳等を含めた吹き替え製作に全面的に関与し、日本テレビで放映する外画の吹き替えを四季が一手に引き受けた時期もあったという。当時はこれを揶揄されることがあった一方で、この時の経験が海外作品の翻訳や演出などに活かされたほか、この時期の出身者は後に声優として活動したものもいた。
その後も、生活を支えるためにアルバイトを優先する劇団員と、それを批判した劇団幹部の対立によって内部分裂の危機に見舞われたりしたが、安定した集客力を持つ高水準の芝居を上演することで、公演だけで法人運営が成り立ち、劇団員も生活できる経営を志向するようになっていく。
1971年（昭和46年）に浅利のプロデュースで越路吹雪主演のミュージカル『アプローズ』がヒットすると、さまざまなミュージカルを上演しながらノウハウを蓄積し、1979年（昭和54年）に『コーラスライン』を上演したことが転機になる。
日本の劇場は月単位契約のため、大ヒットを重ねても結局収益が限られる傾向があり、浅利は専用劇場の確保を模索し始める。1983年（昭和58年）に西新宿の都有地空地を借り、テント張りの仮設劇場を設置し、1984年（昭和59年）11月10日まで『CATS』のロングラン公演に踏み切った（山田卓振付）。1985年（昭和60年）には大阪市西梅田の旧国鉄コンテナヤードに設置した仮設テント劇場で『CATS』を再演、13か月のロングラン公演を達成した。
浅利は、中曽根内閣時代に中曽根康弘のブレーンを務め、政界から経済界への広い人脈を活かすようになる。まず福岡、1996年、キャナルシティ博多内に完成した「福岡シティ劇場」を劇団四季日本初の専用劇場として開場。創立45周年の1998年（平成10年）には、国鉄改革により接点が生じた松田昌士が当時社長を務めた東日本旅客鉄道（JR東日本）がメセナ活動の一環として「JR東日本アートセンター 四季劇場」を竣工し、それを関東地方初の専用劇場とした。
四季劇場[春]のこけら落とし作品である『ライオンキング』は、日本最長である20年以上のロングラン公演記録を日々更新し、ターニングポイントとなった。以後、電通・阪神電気鉄道など大手企業が自社ビルなどに設置した劇場を専用劇場として独占的に使用したり、『アイーダ』『マンマ・ミーア!』『ウィキッド』など最新の海外ミュージカル作品の輸入上演により動員数を拡大し、週におおむね4日以上ミュージカルやストレートプレイを上演し続けている。
『コーラスライン』を上演するまで、劇団四季の上演回数は多くても年19回で、年平均10回程度だった。しかし『コーラスライン』を上演した1979年（昭和54年）は前年の50倍の581回となり、『CATS』を初演した1983年（昭和58年）は707回を数える。以後一貫して上演回数が増え続け、2002年（平成14年）には2,530回上演している。
また2010年代後半からはオリジナル作品の創作に取り組んでおり、2019年上演の『カモメに飛ぶことを教えた猫』や2020年上演の「はじまりの樹の神話〜こそあどの森の物語〜』・『ロボット・イン・ザ・ガーデン』、2022年上演の『バケモノの子』、2024年4月上演予定の『ゴースト&レディ』などがある。
2020年10月24日から、東京・JR東日本四季劇場［秋］のオープニング作品として『オペラ座の怪人』が上演される。
2021年6月15日、『劇団四季 The Bridge ～歌の架け橋～』宮城県・多賀城公演（多賀城市民会館大ホール）の公演準備中、派遣労働者が舞台セットで2.47メートルの高さから墜落し、脳挫傷の重傷を負った。2022年1月27日、仙台労働基準監督署は、手すりの設置などの墜落防止措置を怠った四季株式会社と舞台監督を労働安全衛生法違反の罪で書類送検した。2022年3月8日、仙台簡易裁判所が四季株式会社と舞台監督にそれぞれ罰金20万円の略式命令を出した。
2022年10月から東京ディズニーリゾート（千葉県浦安市）内の多目的ホールである舞浜アンフィシアターにて『美女と野獣』が上演することを2021年12月に発表した。劇団四季はこれまでに7作品のディズニーミュージカルを上演しているが、同リゾート内で上演するのは同作品が初めてとなる。
2024年1月24日、海外新作ミュージカル「バック・トゥー・ザ・フューチャー」を2025年4月にJR東日本四季劇場［秋］で上演決定したことが発表された。
2024年12月25日、名古屋市熱田区に新たな専用劇場を建設し、2026年夏に移転することが発表された。なお今回の新劇場建設は、名古屋市中村区にある現名古屋四季劇場の土地契約終了に伴うものである。また同劇場の公演は、2025年10月19日に開幕が予定され、2025年2月23日に千秋楽を迎える「マンマ・ミーア！」を以て終了する。

## 特徴

### 方法論
演技にあたり、常に背筋を伸ばして腹式呼吸を意識し、母音をはっきり発音する独特の朗唱法（母音法）を「四季メソッド」として徹底させている。
この発声方法は舞台上から観客の耳へと台詞がはっきり届くよう生み出された。

### 技術
シアター・イン・シアター方式
従来、海外の大型ミュージカルを上演するには劇場に大がかりな仕込みを行う必要があった。
たとえば『オペラ座の怪人』を上演する場合、奈落からせり上がってくるキャンドル群やプロセニアム・アーチなどの設営などの仕込みと撤去だけで数週間を必要とするため、専用劇場や長期間占有できる劇場（日生劇場、近鉄劇場、中日劇場など）でしか上演することができなかった。シアター・イン・シアター方式とは、簡単にいえばプラモデルのようなものである。
あらかじめ別の場所で舞台装置（音響装置を含む）を一度組み立て、それを小さなユニットに分割する。上演したい劇場では、分割されたユニットをその劇場内に組み立てる（組み入れる）だけで完成することが可能であるため、短期間で作業を終えることが可能になる。これにより、今まで上演できなかった都市での公演が実現できるようになった。
必ず同じ大きさで完成するため、間口や奥行きが大きく異なる劇場で使用することはできない。
劇団四季ギフトサービス
2010年8月2日、凸版印刷と富士通エフ・アイ・ピーのインフラを用いた「劇団四季ギフトサービス」を導入することが発表される。
劇団四季のウェブショップや、全国の劇場などにてチケットを購入する際に利用できるプリペイドカードで、日本のエンターテイメント業界では初めての導入となる。
カードの販売は、劇団四季のウェブショップ、一部の常設劇場にて実施されており、入金（チャージ）金額は3,000円、6,000円、9,800円の3種類の中から選択される形となっている。
Amazonログイン＆ペイメント
2015年5月11日、Amazon.co.jpの「Amazonログイン＆ペイメント」を導入。これにより、Amazon.co.jpのアカウントで公演チケットが購入できるようになった。

## 役者
通常は劇団四季研究所の研究生オーディションで選出され研究生として入団し、劇団内で育成されて役者（実演家）として所属契約を結んで出演となるが、近年は外部の劇団や芸能プロダクション所属の役者・歌手が登用されて出演することもかなり増加している。
北京・ソウルでのオーディションを毎年行っていたが、現在は行っていない。海外出身者にダンス・歌と並行して日本語の授業を設けており、中には主役を務めた者もいる。
役者の雇用区分は個人事業主（請負社員）であり、出演料は配役と出演回数に応じて変動する。主役や2番手クラスでは年1,000万円を超えている者がいると2000年代前半までゴシップや都市伝説として報じられていたが、2007年以降になると浅利のインタビュー記事や公式サイト内の社史コラムページ「四季物語」の文中で事実であると四季側が公表するようになっている。
浅利が「受かっても落とされる」「慣れ、だれ、崩れ」「1音落とす者は去れ」と発言するように、配役されても出来が悪いと途中でキャスト交代されることがある。
専属の俳優は出演作品のパンフレットや公式サイトの記事以外では詳細なプロフィールは公表されず、個人のブログの設置も行われていないため私生活については窺い知ることができない。退団した場合も劇団からは公表されない場合がほとんどである。
俳優のギャラは1年間ごとに更新される年間契約料と出演料があり、年間契約料は俳優が俳優に専念するための最低保障で、その分内面から外面まで俳優としての要求に応えるために発声・ダンス・体型維持など厳格である。要求に応えられなければ年間契約料は更新されない。また出演料も入団合格後キャストオーディション・稽古キャストオーディション・最終舞台稽古オーディション・本番舞台出演オーディションを経て出演して払われる。2017年実績では1,300人が応募し、コース別の書類・実技で400人選考後、即戦力俳優と1年間の研究生を経た者との合格者は40人。
副業禁止であり、劇団四季関係以外の役者活動やアルバイトは出来ない為、劇団四季が生活する分の給料を保障している。

## 四季株式会社
四季株式会社（しき）は、商業演劇である劇団四季を運営する演劇興行会社である。衣装メンテナンスも自社で行われ、ロングラン上演中の破損にも対応できる。

## 専用・常設劇場

### 現在
- NOMURA野村證券ミュージカルシアターJR東日本四季劇場［春］（東京都港区海岸・浜松町）
- JR東日本四季劇場［秋］（東京都港区海岸・浜松町）
- 自由劇場（東京都港区海岸・浜松町）
- 大同生命ミュージカルシアター電通四季劇場［海］（東京都港区東新橋・汐留）
- 有明四季劇場（東京都江東区有明）
- 大阪四季劇場（大阪市北区梅田）
- 名古屋四季劇場（名古屋市中村区名駅南[18]） - 2026年2月閉館予定

専用劇場がある大阪・名古屋では、劇団員は、劇団も劇団員にもコストがかかるホテル住まいでなく、劇団四季専用マンションから通勤している。

#### 開館予定の劇場
- （2代目）名古屋四季劇場（名古屋市熱田区三本松町） - 2026年7月開館予定

#### 準専用劇場
- 京都劇場（京都市下京区烏丸通） - 2016年11月より再度準専用劇場として運営。

### 閉館となった専用劇場
- JRシアター（札幌市北区北6条西・JR札幌駅構内）
- キャッツ・シアター五反田（東京都品川区東五反田）
- MBS劇場（大阪市北区堂島）
- 名古屋ミュージカル劇場（名古屋市東区東桜）
- キヤノン・キャッツ・シアター（横浜市西区高島）
- 新名古屋ミュージカル劇場（名古屋市中区栄・納屋橋）[19]
- 北海道四季劇場（札幌市中央区大通東)
- 四季劇場［夏］（東京都品川区広町・大井町）[20]
- キャッツ・シアター大井町（東京都品川区広町）[20]

### 過去に常設・通年公演をしていた劇場
- 赤坂ミュージカル劇場（現・赤坂ACTシアター）
- 大阪MBS劇場（現・シアターBRAVA!） - 常設公演終了後も使用することがある。
- キャナルシティ劇場（福岡市博多区住吉) - 2022年4月にて撤退。通年公演終了後も使用することがある。

## 関連施設
四季芸術センター
2006年に神奈川県横浜市青葉区あざみ野に開所され、劇団を統括する四季株式会社の本社所在地ともなっている。
- 敷地面積1万7404.34平方メートル、延床面積1万1741.98平方メートル。地下1階・地上2階構造、従来の稽古場棟である南館と増設された新稽古場棟である本館の2棟から成り立っている。屋上には太陽光発電パネルが設置されて、環境に配慮されている。
- おもな設備としては、実際の舞台とほぼ同じ機構で稽古をすることが可能な大・中稽古場をはじめ、さまざまな広さの稽古場が計10か所あるほか、個人レッスン向けの研究室、ナレーション取りなどを行う音響スタジオ、衣装・床山部屋、食堂、トレーニングジム、医務室、マッサージ室、四季株式会社のバックオフィスなどがある。
- ほとんどの上演演目の稽古はこのセンターで実施されており、劇団四季の中枢となっている。
- 配役のない研究生は無給であるが、多くの劇団では有料であるレッスン料が、公演収益のある劇団四季では無料で受講でき、食堂も割引で利用できるとマツコの知らない世界で放送された。

代々木アトリエ
1965年、渋谷区代々木参宮橋に落成。3階建て、約430平方メートルで、現在も稽古場として使用されている。また、四季から独立した浅利演出事務所はここに事務所を置いている。また「冬」の名称で呼ばれることもある。
四季演劇資料センター

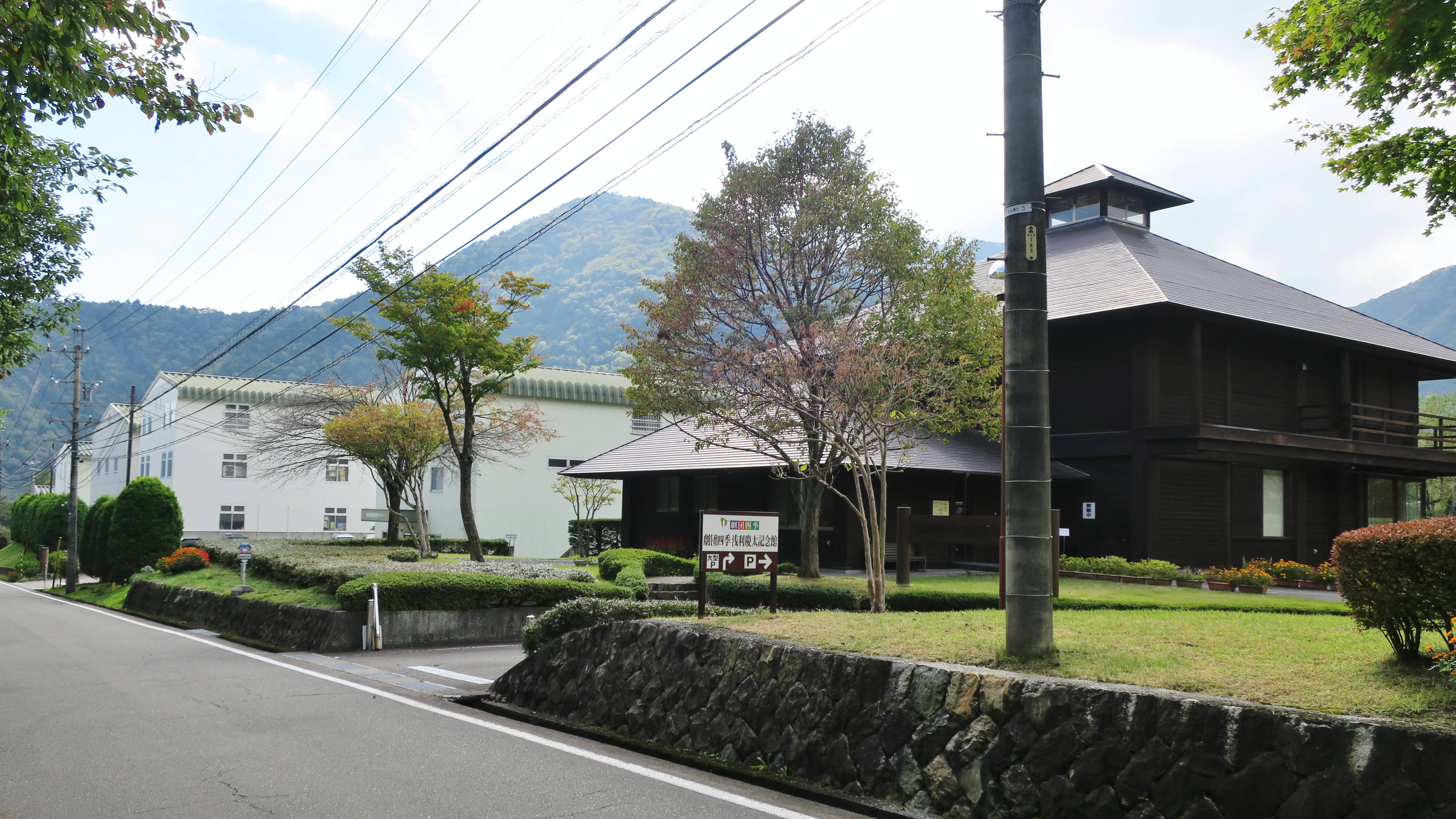
四季演劇資料センター・劇団四季 浅利慶太記念館

長野県大町市に開所され、劇団四季 浅利慶太記念館（旧・四季演劇資料館→劇団四季記念館）と舞台美術保管倉庫がある。
- 四季演劇資料館は、1996年に四季演劇資料センター内に開所され、舞台模型・写真・台本・大道具・小道具・衣裳や関連する記録資料が展示されている。また、劇団四季のコマーシャルビデオが閲覧できるライブラリーも備えている。管理・運営は、財団法人舞台芸術センター。2016年4月に一度目のリニューアルを行い、名称を「劇団四季記念館」に変更。2020年7月に二度目のリニューアルを行い、名称を「劇団四季 浅利慶太記念館」に再度変更した。
- 舞台美術保管倉庫は、約4万3000平方メートルの広大な敷地に、15棟の倉庫群から構成されており、これまでの劇団四季の約45演目 の照明・音響機材、大道具・小道具・衣裳、さまざまな資料などが保管されている。四季芸術センターはじめ各地とオンラインで結ばれ、コンピューター管理が行われている。

## 新都市公演
東京エレクトロンホール宮城（仙台市青葉区）、静岡市民文化会館（静岡市葵区）、上野学園ホール（広島市中区）にて数週間から最長半年程度のロングラン公演が定期的に行われている。それらの公演は全国公演とは別に新都市公演と銘打って開催されている。さらに2017年からはKAAT 神奈川芸術劇場（横浜市中区）でも半年程度のロングラン公演が行われている。

## 公演作品

### ミュージカル（五十音順）
※（）内は改題のタイトル。
- アイーダ
- 赤毛のアン
- アスペクツ　オブ　ラブ（2012年の上演時に『アスペクツ　オブ　ラブ　恋はすべてを変える』と改題）
- アナと雪の女王[21]
- アプローズ
- アラジン
- アルト・ハイデルベルク
- アンデルセン（『ハンス』『アンデルセン物語』）
- イリヤ・ダーリン 日曜はダメよ！（『日曜はダメよ！』）
- ウィキッド(2024年大阪公演でフィナーレ)
- ウェストサイド物語
- ヴェローナの恋人たち
- エビータ
- オペラ座の怪人
- 壁抜け男
- キャッツ
- クレイジー・フォー・ユー
- 結婚物語
- ゴースト&レディ
- コーラスライン
- コンタクト（Contact）
- サウンド・オブ・ミュージック
- ジーザス・クライスト＝スーパースター
- ノートルダムの鐘(en:The Hunchback of Notre Dame (musical))
- バケモノの子
- バック・トゥ・ザ・フューチャー
- パリのアメリカ人
- 春のめざめ
- 美女と野獣
- フィガロの結婚
- マンマ・ミーア!
- ミュージカル異国の丘
- ミュージカル南十字星
- ミュージカル李香蘭
- メイム
- ユタと不思議な仲間たち（『ユタとふしぎな仲間たち』『ユタ-座敷わらしと少年の不思議なミュージカル-』）
- 夢から醒めた夢（『夢からさめた夢』）
- ライオンキング
- リトル・ナイト・ミュージック
- リトルマーメイド
- ロボット・イン・ザ・ガーデン

### ストレートプレイ（五十音順）
- アルデールまたは聖女（劇団旗揚げ公演作品）
- 愛の条件
- アンチゴーヌ
- アンドロマック
- アンフィトリオン38
- インフィジェニィ
- ヴェニスの商人
- 永遠の処女・テッサ（永遠の処女）
- エクウス
- エレクトル
- エレファントマン
- 狼は生きろ豚は死ね
- お芝居はおしまい
- 思い出を売る男
- オンディーヌ
- かもめ
- カラマゾフの兄弟（1967年2月、於日生劇場[22]

）
- 間奏曲
- 海賊
- 幻影の城
- クック船長航海異聞
- 恋におちたシェイクスピア
- この生命誰のもの
- ジークフリート

- シャドウランズ
- 十字架への献身
- 週末
- 死せる女王
- 地図のない旅
- 血は立ったまま眠っている
- せむしの聖女
- スルース (探偵)
- 父親学校
- 小さき神の、作りし子ら
- トロイ戦争は起こらないだろう（英語版）
- 泥棒たちの舞踏会
- 名を刻まぬ墓場
- 女房学校
- ハムレット
- ひかりごけ
- ひばり（英語版）
- ベケットあるいは薔薇と十字架
- ブラックコメディ
- ヘンリー四世
- M.バタフライ
- 野性の女
- ユリディス（オルフェとユリディス）
- ラ・ソヴァージュ

- 鹿鳴館
- ロミオとジュリエット
- 解ってたまるか!

その他多数

### ファミリーミュージカル（五十音順）
ニッセイ名作劇場→ニッセイ名作シリーズでも、多くの作品が上演されている。また、こころの劇場シリーズとしてブランド展開している。
- 青い鳥（一時期、『ドリーミング』と改題）
- 嵐の中の子どもたち
- イワンのばか
- うかれバイオリン
- 歌はともだち
- エルコスの祈り（『エルリック・コスモスの239時間』から改題）
- 王様の耳はロバの耳（『王様の秘密』から改題）
- オリバー!
- カモメに飛ぶことを教えた猫
- 吉ちょむさんの龍退治
- キューちゃんの鐘
- 王子と少年（『王子とこじき』から改題）
- オズの魔法使い
- 人間になりたがった猫
- 小公子
- ジャック・オー・ランド 〜ユーリと魔物の笛〜
- ジョン万次郎の夢（『ジョン万次郎海を渡る』から改題・改訂）
- 空飛ぶ幸吉
- どうぶつ会議
- 人魚姫
- 白鳥の王子
- はじまりの樹の神話　〜こそあどの森の物語〜
- はだかの王様
（「ニッセイ名作劇場」の第1回（1964年）作品。1988年『新・はだかの王様』と一時改題）
- ふたりのロッテ
- ブレーメンの音楽隊
- ガンバの大冒険（『冒険者たち』『冒険者たち　-ガンバとその仲間-』から改題）
- 星からきた少女
- 魔法をすてたマジョリン
- みんなのカーリ
- むかしむかしゾウがきた（『九郎衛門』から改題）
- 桃次郎の冒険
- モモと時間泥棒
- ゆかいなどろぼうたち
- 雪ん子

### その他の作品
- 越路吹雪 ドラマチックリサイタル・愛の讃歌-エディット・ピアフの生涯
- 35ステップス
- ソング&バレエ
- 劇団四季のアンドリュー・ロイド=ウェバーコンサート〜アンマスクド〜
- 劇団四季ソング&ダンス ミュージカルの花束
- 劇団四季ソング&ダンス2 オーヴァー・ザ・センチュリー
- 劇団四季ソング&ダンスIII RUN TO THE FUTURE
- 劇団四季ソング&ダンス 55steps
- 劇団四季ソング&ダンス The Spirit
- 劇団四季ソング&ダンス60 感謝の花束
- 劇団四季ソング&ダンス60 ようこそ劇場へ
- 劇団四季 The Bridge〜歌の架け橋〜
- 劇団四季FESTIVAL! 扉の向こうへ
- 劇団四季ソング&ダンス65

## おもな俳優（五十音順）

### 女優
| - 相原茜 - 相原萌 - 青柳絵里奈 - 青山弥生 - 秋山知子 - 秋山舞 - 東沙綾 - 安宅小百合 - あべゆき - 荒木舞 - 荒木美保 - 荒巻くるみ - 有村弥希子 - 池浦紗都子 - 池永美穂 - 石栗絵理 - 石田真子 - 石戸瑶子 - 石野寛子 - 石橋杏実 - 石村知幸 - 磯貝レイナ - 磯谷美穂 - 磯津ひろみ - 市川友貴 - 伊藤瑛里子 - 井藤湊香 - 稲垣麻衣子 - 稲葉愛夢 - 稲葉菜々 - 井上佳奈 - 井上智映子 - 今井もえみ - 岩井奈々子 - 岩井千秋 - 岩本有花 - 宇垣あかね - 宇佐美舞 - 生形理菜 - 梅﨑友里絵 - 梅澤紗耶 - 浦山遥 - 海野愛理 - 駅田郁美 - 遠藤珠生 - 大石眞由 - 大石由奈 - 大岡紋 - 大寺葉月 - 大中ゆかり - 大西杏奈 - 大橋伸予 - 大橋美絵 - 大村奈央 - 大森真理 - 小粥真由美 - 岡田真千代 - 岡村美南 - 岡本直子 - 岡本瑞恵 - 岡本有里加 - 小川晃世 - 小川飛鳥 - 小川美緒 - 奥平光紀 - 小澤真琴 - 織田なつ美 - 小田島礼奈 - 小野さや香 - 小野日歌里 - 小野実咲季 - 織笠里佳子 - 折田英里華 | - 海沼千明 - 海宝あかね - 柿野麻季 - 角田美紗 - 笠原光希 - 柏谷巴絵 - 加瀬愛実 - 片岡英子 - 片伯部春香 - 勝田理沙 - 勝間千明 - 加藤あゆ美 - 加藤久美子 - 金原美喜 - 軽部智子 - 川口侑花 - 川田菜々子 - 川原晶絵 - 河村彩 - 川良美由紀 - 木内志奈 - 岸田実保 - 岸本美香 - 木村奏絵 - 木村不時子 - 木村帆香 - 熊谷春花 - 倉橋由衣 - 黒田果穂 - 黒柳安奈 - 合田友紀 - 小坂華加 - 小島絵里衣 - 小島光葉 - 小島由夏 - 五所真理子 - 小菅舞 - 小幡朱里 - 小林英恵 - 小林美沙希 - 小林由希子 - 小松真美 - 古森麻友 - 小山百合恵 - 近藤きらら - 近藤合歓 | - 斉藤昭子 - 斎藤さやか - 斉藤みも - 坂井菜穂 - 榊山玲子 - 坂田加奈子 - 坂本佳帆 - 坂本すみれ - 佐々木陽菜 - 佐藤夏木 - 佐藤友里江 - 佐野奏実 - 鮫嶋美里 - 沙耶 - 佐和由梨 - 三平果歩 - 塩入彩音 - 潮﨑亜耶 - 塩住珠希 - 志賀ひかる - 志田奈津帆 - 篠原真梨子 - 柴本優澄美 - 渋谷陽香 - 島田栞 - 嶋本優美子 - 清水杏柚 - 清水智紗子 - 新宮有香子 - 菅本烈子 - 杉野早季 - 杉山由衣 - 鈴木釉佳之（鈴木由佳乃から改名） - 須田綾乃 - 関野ひとみ - 相馬杏奈 - 染谷沙絵子 - 染谷早紀 |

| - 大徳朋子 - 高居洋子 - 高岡育衣 - 高木千晶 - 高倉恵美 - 高島田薫 - 高田直美 - 高野唯 - 高橋亜衣 - 高橋えみ - 高橋智子 - 田川光希 - 田口暉 - 田口ゆり - 竹下里香 - 武田恵実 - 竹田理央 - 竹原久美子 - 田代美里 - 多田毬奈 - 立川真衣 - 田中紅音 - 田辺恵都 - 谷井里衣 - 種子島美樹 - 田原沙綾 - 田原真綾 - 玉置ともか - 塚越眞夏 - 辻茜 - 辻奈々 - 恒川愛 - 出口恵理 - 土居來未 - 土肥麻由弥 - 時枝里好 - 徳永真理絵 - 徳山稚子 - 戸田愛子 - 智川ちえみ - 豊田早季 - 鳥原ゆきみ（鳥原如未から改名） | - 中田成美 - 中野今日子 - 長野千紘 - 長橋礼佳 - 中原詩乃 - 中山理沙 - 新山ひなこ - 西浦歌織 - 西田ゆりあ - 野田彩恵子 - 能智慈子 | - 橋本藍 - 長谷川彩乃 - 羽田沙織 - 服部知佳美 - 服部ゆう - 花田菜美子 - 濵絢音 - 林明梨 - 林香純 - 林愛夏 - 林美菜子 - 早水小夜子 - 原口明子 - 原田美欧 - 原田千弘 - 原田真由子 - 原田真理 - 朴悠那 - 引木愛 - 久居史子 - 平井佑季 - 平木萌子 - 平田愛咲 - 平田曜子 - 平綿アンナ - 福井麻起子 - 藤野りさ - 藤本典子 - 藤原加奈子 - 藤原遙香 - 古木瞳 - 古田しおり - 堀内恵 |

| - 前田更紗 - 間尾茜 - 牧貴美子 - 増山美保 - 町真理子 - 町島智子 - 松尾千歳 - 松尾優 - 松岡ゆめ - 松田佑子 - 松凪彩華 - 松元恵美 - 松本菜緒 - 松山育恵 - 間辺朋美 - 円野つくし - 三島瑞稀 - 水田菜月 - 光井さや - 三井莉穂 - 宮澤聖礼 - 宮田愛 - 三代川柚姫 - 持田紗希 - 森真琴 - 森川温子 - 森田江里佳 - 森田真代 - 森田美穂 - 守山ちひろ | - 八重沢真美 - 柳葉奈 - 矢野侑子 - 山崎遥香 - 山田志保 - 山田祐里子 - 大和貴恵 - 山中由貴 - 山西里奈 - 山本紗衣 - 山脇麻衣 - 結城湊海 - 横田栞乃 - 吉田絢香 - 吉田千那津 - 吉原花子ナディーカ - 吉村菜奈子 - 吉村侑姫 | - 若奈まりえ - 若松小百合 - 和田侑子 - 渡辺詞葉 - 渡辺智佳 - 渡邊万希子 - 渡部真理子 - 渡辺夕紀 - 渡邊友紀 |

### 男優
| - 愛染洸一 - 青木朗 - 青羽剛 - 赤井涼之助 - 赤間清人 - 秋山一哉 - 阿久津陽一郎 - 明戸信吾 - 味方隆司 - 東泰久 - 安倍大夢 - 天野陽一 - 新井克 - 新井俊一 - 荒川務 - 荒木勝 - 有賀光一 - 安斎恵太 - 安東翼 - 飯泉佳一 - 飯田達郎 - 飯野おさみ - 飯村和也 - 池田英治 - 石川敦貴 - 石田悠馬 - 石波義人 - 石原義文 - 和泉澤広野 - 維田修二 - 市田繕章 - 一和洋輔 - 一色龍次郎 - 伊藤潤一郎 - 伊藤駿佑 - 伊藤綾祐 - 乾直樹 - 井上隆司 - 今村綱利 - 岩城雄太 - 岩崎晋也 - 岩本聖都 - 内田圭 - 宇都宮千織 - 内海雅智 - 梅津亮 - 梅村令悟 - 宇龍真吾 - 江田あつし - 遠藤剛 - 大鹿礼生 - 大木智貴 - 太田知寿 - 大竹康平 - 大塚俊 - 大塚道人 - 大萬昇太 - 大萬翔昇 - 大家征也 - 岡﨑克也 - 緒方隆成 - 岡本隆生 - 荻野永基 - 奥田直樹 - 奥村響 - 長裕二 - 長手慎介 - 押田柊 - 小田春樹 - 武智正光 - 小野寺優幸 - 小原てつを | - 影山徹 - 笠松哲朗 - 片山崇志 - 片山怜也 - 加藤迪 - 金子進太郎 - 賀山祐介 - 狩野勇人 - 川口雄二 - 川島創 - 川地啓友 - 川畑和寛 - 川原信弘 - 川辺将大 - 川村英 - 神田瞬 - 厂原時也 - 菊池俊 - 菊池貴大 - 菊池正 - 岸佳宏 - 北澤裕輔 - 北村優 - 葵野貴元 - 木谷光 - 姜大舜 - 清川晶 - 清原卓海 - 熊川剣一 - 雲田隆弘 - 倉橋来弥 - 黒田大夢 - 桒原駿 - 小出敏英 - 小林清孝 - 小林優 - 権頭雄太朗 - 近藤聡明 | - 斎藤譲 - 齊藤太一 - 斉藤洋一郎 - 佐伯こうじ - 酒井康樹 - 寒河江幸弘 - 坂本剛 - 櫻木数馬 - 佐々木玲旺 - 佐瀨龍城 - 貞松響 - 佐藤圭一 - 佐藤幸治 - 佐野正幸 - 佐橋秀明 - 沢樹陽聖 - 塩地仁 - 塩山力 - 品川芳晃 - 芝清道 - 渋谷智也 - 嶋野達也 - 島村幸大 - 清水誠哉 - 清水大星 - 志村要 - 下平尚樹 - 白石拓也 - 白倉一成 - 白瀬英典 - 新庄真一 - 進藤拓実 - 神保幸由 - 杉浦洸 - 杉窪志為 - 杉本崇 - 助定亮 - 鈴木涼太 - 鈴本務 - 諏訪友靖 - 瀬下喬弘 - 早田慎太郎 |

| - 田井啓 - 平良交一 - 多比良龍一 - 高井治 - 髙草木健二 - 高野佳基 - 高橋航大 - 髙橋徹 - 髙橋基史 - 高橋祐樹 - 髙畑翼 - 高舛裕一 - 高見浩行 - 田川雄理 - 瀧山久志 - 田口暉 - 竹内一樹 - 武智正光 - 田島康成 - 田島亨祐 - 田代隆秀 - 橘友希 - 田中彰孝 - 田中勇人 - 田中廣臣 - 田中宣宗 - 田邊真也 - 田邊祐真 - 田辺容 - 種井静夫 - 玉井晴章 - 玉木隆寛 - 玉城任 - 丹下博喜 - 千葉真大 - 千葉晃大 - 塚田健人 - 塚田拓也 - 塚田正樹 - 蔦木竜堂 - 提箸一平 - 勅使瓦武志 - 手島章平 - 寺内淳 - 寺尾聡馬 - 寺元健一郎 - 照沼大樹 - 土井夏以 - 道口瑞之 - 渡久山慶 - 計倉亘 - 戸高圭介 | - 長尾哲平 - 中嶋徹 - 永瀬俊秀 - 中田雄太 - 長友デビッド洋輔 - 中橋耕平 - 中西飛希 - 中村巌 - 中村智志 - 中村匠 - 中村伝 - 名児耶洋 - 成田颯太 - 西尾健治 - 野中万寿夫 - 野村数幾 | - 羽賀悠仁 - 萩原隆匡 - 畠山典之 - 浜名正義 - 濱中湧大 - 早川英佑 - 早川正 - 林和男 - 林晃平 - 韓盛治 - 日浦眞矩 - 菱山亮祐 - 肥田晃哉 - 日高彬文 - 平田郁夫 - 平田了祐 - 平山祥 - 平山信二 - 廣哲臣 - 廣野圭亮 - 深堀拓也 - 深見正博 - 深水彰彦 - 藤木達彦 - 藤田光之 - 布施陽由 - 二見隆介 - 二村誠俊 - 文永傑 - 星野元信 - 堀米聰 |

| - 前田貞一郎 - 前田順弘 - 前田員範 - 前田睦貴 - 牧野公昭 - 増田守人 - 町田兼一 - 松尾篤 - 松下武史 - 松下湧貴 - 松島勇気 - 松永涼吾 - 松本拓也 - 政所和行 - 水原俊 - 見付祐一 - 光田健一 - 南晶人 - 南圭祐 - 嶺山秀平 - 三宅克典 - 宮野薫 - 宮本勝志 - 武藤洸次 - 村俊英 - 村澤智弘 - 村田慶介 - 村山剛 - 百々義則 - 森健心 - 森田一輝 | - 八百亮輔 - 安田楓汰 - 柳隆幸 - 山口泰伸 - 山口優太 - 山下啓太 - 山下泰明 - 山田充人 - 山本道 - 勇貴 - 遊佐真一 - 横井漱 - 吉岡遊音 - 吉賀陶馬ワイス - 吉田ケイン - 吉田功太郎 - 吉谷昭雄 | - 立崇なおと - 若山展成 - 脇坂真人 - 分部惇平 - 渡邉勝馬 - 渡邊寛中 - 渡辺吾郎 - 渡部斗希也 |

### 海外出身者
- 愛沢えりや（チェ・ウンヘ）
- 安芸雅史
- 胡曉爽【曉爽子】
- 五十嵐春（ペ・ジェヨン）
- 江畑晶慧（イ・ジョンヘ）
- 大空卓鵬
- 大森瑞樹
- カイサー・タティク
- 金子信弛
- 金久烈（キム・グヨル）
- 金本和起
- 神永東吾（チョン・ドンヨン）
- 川野翔
- クリスティン・ゼンダー
- 黒川輝（アン・ジョンファン）
- 黒木ますみ（イー・スンミン）
- 孔大愚
- 佐久間仁（パク・ソンジン）
- 真田司（キム・ヒョンミン）
- 清水大星（キム・ボギュ）
- 朱涛
- 龍澤虎太郎

- 高城将一
- 谷原志音（チェ・ジウン）
- ツェザリ・モゼレフスキー
- 諸英希
- 橋元聖地（チェ・ソンジェ）
- 廣瀬聖人（ファン・ソンヒョン）
- ハンドコ･アクアリオ
- 桧山憲（ユ・ホンチョル）
- 廣本則子
- 福島武臣
- 宝生慧（オ・ボヘ）
- 本城裕二
- 正木棟馬
- 松永隆志
- 光川愛（カン・ミンジュ）
- 光田健一（シン・フンスン）
- 柳木優（ユ・スングク）
- 劉昌明（ユ・チャンミン）
- レベッカ・バレッド

## かつて所属していた俳優（五十音順）

### 女優
- 相川忍
- 秋夢子（ジェン・モンチュウ、現・秋夢乃）
- 秋本みな子
- ASAHI
- 阿部彩乃
- 荒井香織
- 荒川久美江
- 有永美奈子
- 家本朋子
- 五十嵐可絵
- 猪狩あすか
- 池松日佳瑠
- 石井亜早実
- 石井陽子
- 石川杏菜
- 石川ちひろ
- 石倉康子
- 泉春花
- 出雲綾
- 井田安寿
- 一色有希子
- 伊東恵里
- 伊藤志保
- 伊藤典子
- 稲倉理恵（現在はサンミュージック所属の芸人『プリマ・リエ』として活動）
- 井上智恵（井上ちえから改名）
- 井上希美
- 今井美範
- 今泉りえ
- 井料瑠美
- 岩本潤子
- 上田亜希子
- 江部麻由子
- 遠藤瑠美子
- 大口朋子
- 大平敦子（現・千紘れいか）
- 大前さおり
- 岡聡里
- 岡まゆみ（五十嵐まゆみから改名）
- 小笠真紀
- 岡田静（岡田静香から改名）
- 奥田久美子
- 小野佳寿子
- 柏円（お笑いコンビりっち。として活躍）
- 笠松はる
- 加島茜
- 門脇幸
- 金平真弥
- 上月佐知子
- 嘉重諒子
- 草笛雅子
- 北原千琴
- 北村岳子
- 北村葉子
- 金友美
- 木村花代
- 吉良淑乃
- 久保佳那子
- 熊本亜記
- 熊本梨沙
- 桑野東萌
- 鴻上久美子
- 五東由衣
- 小松加奈
- 駒塚由衣
- 今彩乃
- 西珠美（退団後は本名チェ・ヒョンジュ名義で活動）
- 齋藤舞
- 斎藤昌子
- 斉藤美絵子
- 坂本里咲
- 佐渡寧子
- 佐藤匡子
- 柴垣裕子
- 柴田桃子
- 菅原さおり
- 杉原由梨乃
- 鈴木京子 （鈴木喬子）
- 鈴木智絵
- 鈴木結加里
- 関口三千香
- 関根麻帆
- 関根幸枝（渓なつきから改名）

- ダイアナ・ボール
- 高木美果（チェ・ウンシル）
- 高瀬悠
- 高橋伶奈
- 高久舞
- 高谷あゆみ
- 高橋智子
- 滝口律子
- 滝沢由佳
- 田中あすか
- 谷内愛
- 谷口あかり
- 田村圭
- 田村有香理
- 団こと葉
- 丹靖子
- 鄭雅美
- 辻本あゆみ
- 苫田亜沙子
- 富田浩子
- 友谷真実
- 中野祥子
- 中野真那
- 中村ひかり
- 中村友里子
- 西島美子
- 西村麗子
- 沼尾みゆき
- 野田久美子
- 野村玲子
- 八田亜哉香
- 花岡久子
- 花田えりか
- はにべあゆみ
- 馬場美根子
- 濱田恵里子
- 濱田めぐみ
- 原田麦子
- 樋口麻美
- 飛田万里
- 比留間利奈
- 深沢萌華
- 藤岡あや
- 藤野節子
- 保坂知寿
- 保城早耶香
- 堀内敬子
- 星光子（堤光子から改名）
- 真木柚布子（真木由布子から改名）
- 増田朱紀
- 増本藍
- 町屋美咲
- 松木菜美
- 松田未莉亜
- 松永さち代
- 松本夏奈
- 松本昌子
- 真瀬はるか
- 真鍋奈津美
- 守矢直美
- 三田和代
- 南めぐみ
- 宮崎しょうこ
- 宮﨑真由美
- 雅原慶
- 撫佐仁美
- 村上今日子
- 村木佑衣
- 村田恵理子
- 森以鶴美
- 矢野香苗子
- 山崎佳美
- 山田千春
- 山本詠美子
- 山本貴永
- 有美ミシェール（在団中、ヤマグチM.ユミから改名。現在はかぐや有美で活躍）
- 吉岡小鼓音
- 吉沢梨絵
- 吉村摩耶

### 男優
- あいざき進也
- 青井緑平（ビョン・ホギル）
- 青野辰郎
- 青山明
- 青山裕次
- 赤瀬賢二
- 阿川建一郎
- 秋月新也（退団後に水月星司に改名）
- 朝隈濯朗
- 阿部よしつぐ
- 天本英世
- 荒谷公之
- 飯田洋輔
- 石井健三
- 石毛翔弥
- 石坂浩二（演出部所属）
- 石丸幹二
- 石山毅
- 和泉沢旭
- 市村正親
- 今井清隆
- 入江航平
- 岩渕憲昭
- 宇都宮直高
- 榎木孝明
- 江原正士
- 大林隆介
- 大和田伸也
- 岡幸二郎
- 小野功司
- 鹿賀丈史
- 柿澤勇人
- 加藤雅也
- 金本泰潤
- 上川一哉
- 川崎麻世
- 川原洋一郎
- 河野駿介
- 北川潤
- 喜納兼徳
- 金森勝（キム・スンラ）
- 草場有輝
- 栗原英雄
- 久野真人
- 小林唯
- 今拓哉
- 蔡暁強
- 斎藤准一郎
- 酒井良太
- 坂元健児
- 佐川守正
- 笹岡征矢
- 佐野隼平
- 沢木順
- 三遊亭究斗（雉鳥功策→三遊亭亜郎から改名。真打昇進）
- 嶋崎孔明
- 下村尊則
- 壤晴彦（松本敬通→麦草平から改名）
- 末谷満
- 鈴木綜馬（鈴木孝次→芥川英司から改名）
- 鈴木伶央
- 須永慶
- 砂川直人
- 園岡新太郎
- 祖父江進
- 高橋伊久磨
- 高橋昌也
- 田澤啓明（引退）
- 田代久雄
- 滝田栄
- 立原啓裕
- 谷本充弘
- 田村雄一
- 千野昌保
- 寺田真実
- 徳永義満
- 徳永邦治

- 中井智彦
- 中島淳治
- 中丸新将（中丸信から改名）
- 長田かず（長田和之から改名）
- 永田俊樹
- 中村龍史
- 中山大豪
- 奈良坂潤紀
- 二橋純
- 沼田爆
- 縄田晋
- 乃生佳之
- 野島直人
- 野口勝博（変面師）
- 花沢翼
- 羽根渕章洋
- 原慎一郎
- 治田敦
- 原島義治
- 速水奨（大濱靖から改名）
- 広瀬彰勇（広瀬明雄から改名）
- ひなたおさむ
- 福井晶一
- 藤川和彦
- 藤本隆宏
- 藤原大輔
- 古島肇
- 堀米總
- 松出直也
- 松橋登
- 光枝明彦
- 武藤寛
- 村田晃一
- 村松康雄
- 望月龍平
- 森健太郎
- 矢崎滋
- 柳瀬大輔
- 八巻大
- 山口正義
- 山口祐一郎
- 山添功
- 横山だいすけ
- 吉田潔
- 吉田鋼太郎
- 吉田蓮
- 吉野圭吾
- 吉原光夫
- 吉元和彦
- 良知真次
- 李涛
- 渡辺正（ホリプロ・ブッキング・エージェンシーに移籍）

### 故人
- 浅利慶太（創立者）
- 池田鴻
- 井関一
- 今井ゆうぞう
- 江上健二
- 荻島真一
- 影万里江
- 木内みどり
- 岸野一彦（俳協に移籍後、死去）
- 日下武史
- 久野綾希子（在団中に久野秀子から改名）
- 小林アトム
- 小林克人
- 志村幸美
- 下村青(下村尊則)
- 末次美沙緒
- 菅原文太
- 立岡晃
- 田中明夫（1955年 - 1974年）
- 田中廣臣
- 中町由子

- 野沢那智（舞台美術家として）
- 浜畑賢吉
- 畠山久（元・JJS、VIP）
- 服部良子
- 菱谷紘二
- 藤田晶子
- 藤野節子
- 増山江威子（青二プロに移籍後、死去）
- 松本幸生
- 松宮五郎
- 水島弘
- 森川公也
- 吉原幸子（詩人。江間幸子の名で在籍）
- 米澤観児

## おもな客演出演（五十音順）
※多数につき、Category:劇団四季の演目契約者も参照。
- 天翔りいら
- 市原悦子
- 大鳥れい
- 岡田亮輔
- 岡村隆史
- 加賀まりこ
- 北大路欣也
- 越路吹雪
- 酒井はな
- 塩田美奈子
- シルビア・グラブ
- 鈴木ほのか
- 津田英佑

- 富永雄翔
- 平幹二朗
- 福麻むつ美
- 富士眞奈美
- 堀内元
- 前田美波里
- 眞帆志ぶき
- マルシア
- 室町あかね
- 森川美穂
- もんたよしのり（門田頼命）
- 山田吾一
- 雪村いづみ

## かつて所属していた研究生
- あおい輝彦
- 島倉学
- 飯野めぐみ
- 佐藤弘道
- 原日出子
- 平岳大（聴講生）
- 福井貴一
- 土居裕子
- 小堀彩子

## 取引先企業
北海道旅客鉄道（JR北海道）
かつて専用劇場を共同で運営したが、北海道四季劇場で上演される作品のチケット販売を請け負っている。
TBSホールディングス（旧：東京放送ホールディングス）
かつて本社旧社屋跡に四季専用劇場開設。ただし関係は他の地域と比べると濃密ではない。
日本テレビ放送網
電通が運営している専用劇場公演の主催に名を連ねている。また、同社お天気キャラクターのそらジローとコラボレーション企画を行ったこともある。
電通
東京と大阪に四季専用劇場を開設し、現在は東京のみ四季専用劇場を運営している。
フジサンケイグループ
四季劇場春で長期上演中の「ライオンキング」の主催に名を連ねている。
キヤノン
スポンサーだが横浜に専用劇場「キヤノン・キャッツ・シアター」を開設し、運営してきた。
積水ハウス
スポンサーだが東京に専用劇場（積水ハウスミュージカルシアター四季劇場［夏］）の命名権を購入し、運営してきた。
大同生命
「アラジン」に特別協賛し、東京に専用劇場（大同生命ミュージカルシアター 電通四季劇場［海］）の命名権を購入している。
第一三共ヘルスケア
スポンサーだが四季劇場秋で上演される学校の夏季休暇期間に伴うファミリーミュージカル（こころの劇場）の協賛に名を連ねている。
野村ホールディングス
スポンサーだが東京に専用劇場（NOMURAミュージカルシアターJR東日本四季劇場［春］）の命名権を購入している。
清水建設
スポンサーだが東京に専用劇場（清水建設ミュージカルシアターJR東日本四季劇場［秋］）の命名権を購入している。
東日本旅客鉄道（JR東日本）
共同で東京都区部の四季専用劇場の運営のほか、東京23区にある四季専用劇場及び東京エレクトロンホール宮城・KAATで上演される作品のチケット販売を請け負っている。
毎日放送
関西地区の公演において特に支援。
西日本旅客鉄道（JR西日本）
共同で京都劇場の運営のほか京都劇場、大阪四季劇場および上野学園ホールで上演される作品のチケット販売を請け負っている。
日本生命
企業メセナ活動の一環としてニッセイ文化振興財団との共同でニッセイ名作劇場→ニッセイ名作シリーズを実施している。
中日新聞社、東海テレビ放送
名古屋での公演の主催に名を連ねている。
東海旅客鉄道（JR東海）
新名古屋ミュージカル劇場（新名古屋ミュージカル劇場は2015年9月閉館）→名古屋四季劇場（2016年秋オープン）及び静岡市民文化会館で上演される作品のチケット販売を請け負っている。
西日本新聞社
RKB毎日放送
西日本シティ銀行（うち旧福岡シティ銀行が関係）
福岡シティ劇場開設において特に支援。現在もそれぞれの本業において公演PRなどを行っている。
九州旅客鉄道（JR九州）
キャナルシティ劇場で上演される作品のチケット販売を請け負っている。

## テレビ番組
- 日経スペシャル カンブリア宮殿 劇団の経営ビジネス（2010年1月18日、テレビ東京）[25]

## 関連書籍
- 『劇団四季 MUSICALS 浅利慶太とロイド=ウェバー』（著者:安倍寧）（1996年10月1日、日之出出版）ISBN 9784891980924
- 『劇団四季と浅利慶太』（著者:松崎哲久）（2002年11月20日、文藝春秋 文春新書）ISBN 9784166602872
- 『劇団四季の謎 ベストセレクト』（著者:紺野一彦）（2003年3月18日、ベストブック）ISBN 9784831400635
- 『劇団四季半世紀の軌跡 62人の証言』（著者:劇団四季）（2003年9月13日、日之出出版）ISBN 9784891981129
- 『時の光の中で　劇団四季主宰者の戦後史』（著者:浅利慶太）（2004年10月15日、文藝春秋）ISBN 9784163663500
  - 『時の光の中で　劇団四季主宰者の戦後史』（著者:浅利慶太）（2009年1月10日、文藝春秋 文春文庫）ISBN 9784167753412
- 『劇団四季スペシャルブック』（著者:女性自身編集部）（2010年8月2日、光文社）ISBN 9784334842321
- 『ミュージカルキャッツは革命だった』（著者:梅津齊）（2011年2月1日、亜璃西社）ISBN 9784900541894 - 弟子の回想
- 『劇団四季メソッド「美しい日本語の話し方」』（著者:浅利慶太）（2013年7月19日、文藝春秋 文春新書）ISBN 9784166609246
- 『浅利慶太 劇団四季をつくった男 叛逆と正統』（著者:梅津齊）（2020年4月16日、日之出出版）ISBN 9784838730964 - 評伝